# Championnats d'Europe d'aviron 2018
Navigation
Édition précédente Édition suivante
Les championnats d'Europe d'aviron 2018, soixante-dix-septième édition des championnats d'Europe d'aviron, ont lieu du 2 au 5 août près de Glasgow, au Royaume-Uni, dans le cadre des championnats sportifs européens 2018, première édition des championnats sportifs européens.
Les compétitions se déroulent au Strathclyde Country Park près de Motherwell.

## Podiums

### Hommes
| Épreuves                           | Or | Or             | Argent | Argent         | Bronze | Bronze         |
| ---------------------------------- | --- | -------------- | --- | -------------- | --- | -------------- |
| Skiff poids légers LM1x            | Suisse Michael Schmid | 6 min 54 s 093 | Italie Martino Goretti | 6 min 56 s 030 | Royaume-Uni Sam Mottram | 6 min 57 s 018 |
| Deux de couple poids légers LM2x   | Norvège Kristoffer Brun Are Strandli | 6 min 20 s 085 | Irlande Gary O'Donovan Paul O'Donovan | 6 min 22 s 084 | Italie Stefano Oppo Pietro Ruta | 6 min 23 s 032 |
| Quatre de pointe poids légers LM4- | Italie Catello Amarante II Paolo Di Girolamo Andrea Micheletti Matteo Mulas                                                                               | 6 min 1 s 010  | Tchéquie Milan Viktora Jiří Kopáč Jan Vetešník Jan Cincibuch | 6 min 9 s 130  | Pays-Bas Jorke Kooijenga Koen van Brussel Bart Lukkes Ward van Zeijl | 6 min 10 s 540 |
| Skiff M1x                          | Norvège Kjetil Borch | 6 min 49 s 095 | Lituanie Mindaugas Griškonis | 6 min 50 s 068 | Suisse Roman Röösli | 6 min 52 s 006 |
| Deux de pointe M2-                 | Croatie Martin Sinković Valent Sinković | 6 min 26 s 420 | France Valentin Onfroy Théophile Onfroy | 6 min 27 s 400 | Roumanie Marius Cozmiuc Ciprian Tudosă | 6 min 29 s 390 |
| Deux de couple M2x                 | France Hugo Boucheron Matthieu Androdias | 6 min 10 s 210 | Roumanie Ioan Prundeanu Marian Florian Enache | 6 min 10 s 710 | Royaume-Uni Harry Leask Jack Beaumont | 6 min 10 s 840 |
| Quatre de pointe M4-               | Roumanie Mihăiță Țigănescu Cosmin Pascari Ștefan Constantin Berariu Ciprian Huc                                                                           | 5 min 54 s 340 | Grande-Bretagne Thomas Ford Jacob Dawson Adam Neill James Johnston                                                                                                 | 5 min 55 s 710 | France Benoît Demey Édouard Jonville Sean Vedrinelle Benoît Brunet | 5 min 56 s 490 |
| Quatre de couple M4x               | Italie Filippo Mondelli Andrea Panizza Luca Rambaldi Giacomo Gentili                                                                                      | 5 min 41 s 920 | Lituanie Dovydas Nemeravičius Saulius Ritter Rolandas Maščinskas Aurimas Adomavičius                                                                               | 5 min 43 s 400 | Pologne Szymon Pośnik Maciej Zawojski Dominik Czaja Wiktor Chabel | 5 min 43 s 880 |
| Huit M8+                           | Allemagne Johannes Weißenfeld Felix Wimberger Maximilian Planer Torben Johannesen Jakob Schneider Malte Jakschik Richard Schmidt Hannes Ocik Martin Sauer | 5 min 27 s 480 | Pays-Bas Vincent van der Want Boudewijn Roell Maarten Hurkmans Simon van Dorp Mechiel Versluis Ruban Knab Lex van den Herik Freek Robbers Diederik van Engelenburg | 5 min 29 s 510 | Roumanie Vlad Dragoş Aicoboae Adrian Damii Alexandru Matinca Constantin Radu Constantin Adam Sergiu Vasile Bejan Cristi Ilie Pîrghie Alexandru Cosmin Macovei Adrian Munteanu | 5 min 29 s 710 |

### Femmes
| Épreuves                         | Or | Or             | Argent | Argent         | Bronze | Bronze         |
| -------------------------------- | --- | -------------- | --- | -------------- | --- | -------------- |
| Skiff poids légers LW1x          | Biélorussie Alena Furman | 7 min 41 s 600 | France Laura Tarantola | 7 min 45 s 940 | Italie Clara Guerra | 7 min 47 s 710 |
| Deux de couple poids légers LW2x | Pays-Bas Marieke Keijser Ilse Paulis | 6 min 57 s 350 | Pologne Weronika Deresz Joanna Dorociak | 6 min 58 s 390 | Suisse Patricia Merz Frédérique Rol | 7 min 0 s 360  |
| Skiff W1x                        | Suisse Jeannine Gmelin | 7 min 31 s 150 | Autriche Magdalena Lobnig | 7 min 32 s 620 | Ukraine Diana Dymchenko | 7 min 32 s 670 |
| Deux de pointe W2-               | Roumanie Mădălina Bereș Denisa Tîlvescu | 7 min 15 s 530 | Pays-Bas Elsbeth Beeres Laila Youssifou | 7 min 17 s 340 | Italie Alessandra Patelli Sara Bertolasi | 7 min 17 s 860 |
| Deux de couple W2x               | France Hélène Lefebvre Élodie Ravera-Scaramozzino | 6 min 55 s 990 | Pays-Bas Roos de Jong Lisa Scheenaard | 6 min 56 s 290 | Lituanie Milda Valčiukaitė Ieva Adomavičiūtė | 6 min 56 s 540 |
| Quatre de pointe W4-             | Russie Ekaterina Sevostianova Anastasia Tikhanova Ekaterina Potapova Elena Oriabinskaia                                                                                    | 6 min 39 s 970 | Roumanie Mădălina Hegheș Iuliana Buhuș Mădălina Gabriela Cașu Roxana Parascanu                                                                              | 6 min 41 s 870 | Pologne Olga Michałkiewicz Joanna Dittmann Monika Chabel Maria Wierzbowska                                                                            | 6 min 42 s 580 |
| Quatre de couple W4x             | Pologne Agnieszka Kobus Marta Wieliczko Maria Springwald Katarzyna Zillmann                                                                                                | 6 min 20 s 920 | Ukraine Daryna Verkhogliad Olena Buryak Anastasiya Kozhenkova Ievgeniia Dovhodko                                                                            | 6 min 23 s 860 | Pays-Bas Olivia van Rooijen Karolien Florijn Sophie Souwer Nicole Beukers                                                                             | 6 min 24 s 950 |
| Huit W8+                         | Roumanie Ioana Vrînceanu Viviana Iuliana Bejinariu Adriana Ailincăi Maria Tivodariu Beatrice Mădălina Parfenie Iuliana Popa Mădălina Bereș Denisa Tîlvescu Daniela Druncea | 6 min 8 s 980  | Grande-Bretagne Anastasia Merlott Chitty Rebecca Girling Fiona Gammond Katherine Douglas Holly Hill Holly Norton Karen Bennett Rebecca Shorten Matilda Horn | 6 min 10 s 090 | Pays-Bas Elisabeth Hogerwerf Marloes Oldenburg Lies Rustenburg Jose van Veen Ymkje Clevering Monica Lanz Aletta Jorritsma Carline Bouw Dieuwke Fetter | 6 min 10 s 780 |

## Tableau des médailles
| Rang  | Nation          | Or | Argent | Bronze | Total |
| ----- | --------------- | -- | ------ | ------ | ----- |
| 1     | Roumanie        | 3  | 2      | 2      | 7     |
| 2     | France          | 2  | 2      | 1      | 5     |
| 3     | Italie          | 2  | 1      | 3      | 6     |
| 4     | Suisse          | 2  | 0      | 2      | 4     |
| 5     | Norvège         | 2  | 0      | 0      | 2     |
| 6     | Pays-Bas        | 1  | 3      | 3      | 7     |
| 7     | Pologne         | 1  | 1      | 2      | 4     |
| 8     | Allemagne       | 1  | 0      | 0      | 1     |
| 8     | Biélorussie     | 1  | 0      | 0      | 1     |
| 8     | Croatie         | 1  | 0      | 0      | 1     |
| 8     | Russie          | 1  | 0      | 0      | 1     |
| 12    | Grande-Bretagne | 0  | 2      | 2      | 4     |
| 13    | Lituanie        | 0  | 2      | 1      | 3     |
| 14    | Ukraine         | 0  | 1      | 1      | 2     |
| 15    | Autriche        | 0  | 1      | 0      | 1     |
| 15    | Irlande         | 0  | 1      | 0      | 1     |
| 15    | Tchéquie        | 0  | 1      | 0      | 1     |
| Total | Total           | 17 | 17     | 17     | 51    |